# Toussaint Jean Hippolyte de Cornulier
Toussaint Jean Hippolyte de Cornulier, né à Paris le 25 août 1789 et mort à Mont-de-Marsan le 16 juillet 1862, premier marquis de Cornulier, est un militaire, homme politique et industriel français, membre de la famille de Cornulier. Sa philanthropie lui vaut le surnom d'« ami des pauvres ».

## Biographie
Ses ancêtres bretons sont soit militaires, soit présidents à mortier au Parlement de Bretagne. Ils possèdent le fief de Cornille à Vitré, puis le marquisat de Chateaufromont.

### Famille
Toussaint Jean Hippolyte de Cornulier est l'aîné de 3 enfants, dont deux filles. Son père, Toussaint François Joseph de Cornulier (1771 - 1794), marquis de Châteaufromont, comte de Largouët et de Vair, baron de Montrelais, de Lanvaux et de Quintin, est officier et sert dans la Garde constitutionnelle du Roi Louis XVI, émigre en 1793, où il sert dans l'Armée des princes, puis revient près de sa famille. Il est arrêté, condamné à mort et guillotiné le 2 Thermidor an II (20 juillet 1794). Sa mère est Céleste de Saint-Pern (1773 - 1858), petite fille de Jean-Baptiste Magon de La Balue, lequel est également exécuté le 20 juillet 1794.
Le jeune Toussaint est marqué par la profonde misère du peuple de Paris. Il s'en souviendra toute sa vie. Le 22 juin 1824, il épouse à Paris Marie-Charlotte-Hermine de Sesmaisons (1806-1867), fille de Donatien de Sesmaisons et petite-fille de Charles-Henri Dambray. Le couple a quatre enfants :
- Gontran (1825-1898), époux d'Elisabeth Ernestine Le Doulcet de Méré ;
- Isabelle (1827-1833) ;
- Donatienne (1828-1900), épouse de Raoul, marquis de Mauléon ;
- Marie Camille Herminie (1838-1902), épouse de Joseph-Victor, comte de Lonjon.

Les trois enfants aînés naissent à Paris. La cadette, Marie Camille Herminie, naît quant à elle à Mont-de-Marsan le 8 juillet 1838. Elle épouse dans cette même ville le 11 janvier 1857 le comte Joseph Victor de Lonjon (1834 - 1881), propriétaire rentier, dont la mère possède le domaine de Lacquy. Le jeune ménage s'installe rue Marchande (actuelle rue Frédéric Bastiat) à Mont-de-Marsan. Joseph Victor de Lonjon est maire de Benquet de 1871 à 1876.

### Carrière militaire
En 1813, Toussaint Jean Hippolyte de Cornulier commence une carrière militaire en Vendée. Attaché à la royauté et favorable au légitimisme, il entre au service de Louis XVIII. En 1828, il est promu lieutenant-colonel du 16e régiment de chasseurs à cheval. Ses convictions politiques ne lui permettant pas d'adhérer à la monarchie de Juillet. Il démissionne de ses fonctions militaires en 1830 et se retire dans son château du Plessis-de-Vair dans le pays nantais. Encore jeune, vigoureux, et fortuné, il décide de se consacrer à l'agriculture et à l'industrie, avec la volonté de participer au développement économique de la France. Ce choix le conduit à entamer une deuxième carrière.

### Agriculture
Dès 1823, il traverse les Landes et perçoit la nécessité de développer le département . Après un entretien avec le baron d'Haussez, ex-préfet des Landes devenu ministre de la Marine, il adopte son point de vue optimiste né des théories des frères Desbiey et de Brémontier ainsi que celui de Claude Deschamps, qui préconise de planter des pins maritimes après drainage des marécages par des canaux localement appelés crastes. 
En 1836, après avoir réalisé la majeure partie de ses biens, il achète avec son beau-frère, le marquis Louis de Monti, ce qui reste de l'ancien duché d'Albret à Labrit, Bégaar, Audon, Carcarès, Mauco et dans le Lot-et-Garonne. Lors d'un voyage dans les Pyrénées avec sa famille, il doit passer une nuit à Mont-de-Marsan. Il y restera 26 ans. Dans le chef-lieu des Landes, il règle des procès et organise ses domaines. Il habite rue de la Porte-Campet dans l'aile gauche de l'hôtel Papin, à côté de la Société d'agriculture, sciences, lettres et arts des Landes dont il va devenir un membre éminent.
Il achète des terres à Saint-Pierre-du-Mont et à Saint-Médard-de-Beausse, y fait construire des maisons, crée une zone maraîchère, fait planter des asperges ainsi que des mûriers. 
Malgré des expériences infructueuses (échec d'un projet de sériciculture), il poursuit son action en asséchant 600 hectares de terres dans son domaine de Begaar, qu'il voue à l'agriculture. Il y aménage des terres pour édifier 17 métairies modernes. Il érige une digue dans les barthes de l'Adour et crée un élevage de sangsues.

### Industrie
Après ses expériences dans l'agriculture, il se tourne vers l'industrie. Le 4 juin 1840, il achète à Jean Bié le « moulin du roi » et la chute d'eau pour construire la minoterie de Mont-de-Marsan. Cette même année, il est élu à Mont-de-Marsan capitaine de la première compagnie de la garde nationale. En 1846, après une année de mauvaises récoltes, c'est la disette. Il affrète à ses frais un bateau chargé de blé du port de Nantes au port de Mont-de-Marsan pour ravitailler la ville et il fait distribuer des bons de pain gratuits aux nécessiteux. La population le surnomme « l'ami des pauvres ».
Le 19 juillet 1855, il fait l'acquisition aux enchères du tribunal de Mont-de-Marsan du domaine de Benquet provenant de la succession du comte Joseph Dominique Papin, soit le vieux château, 37 métairies et 3 moulins, répartis entre Benquet, Haut-Mauco, Bas-Mauco, Aurice, Saint-Sever (Sainte-Eulalie) et Montgaillard. Après l'achat du domaine de Benquet, il crée au nord du village un beau parc où il fait bâtir une belle maison pour remplacer le château d'Ortès en ruines. C'est l'aile gauche actuelle du nouveau château achevé en 1872.
En 1860, avec le pharmacien Hippolyte Dive, fils d'Étienne Dive, le Marquis rachète le site de rotonde de la Vignotte. Il installe sur les terrains dépendant de ladite rotonde une scierie, des moulins à huile de lin et de colza, un haut-fourneau et une forge, créant ainsi une petite zone d'activité dans le quartier industriel de Saint-Jean-d'Août. A un âge avancé, il rachète et exploite des bains publics situés le long du Midou, entre l'extrémité de l'impasse qui porte aujourd'hui son nom et l'impasse de la Poste. Ces bains sont exploités jusqu'en 1936 par la famille Noinski, comme en témoigne des cartes postales datant du début du XXe siècle sur lesquelles figurent leur patronyme.

### Carrière politique
En 1846, année où il sauve la cité de la famine, en dépit de son manque d'ambition personnelle, ses nombreux amis le persuadent de se faire élire conseiller municipal afin d'exercer plus facilement sa philanthropie. Il garde cette fonction toute sa vie. En 1856, il est élu conseiller général du canton de Tartas-Est jusqu'à sa mort. Il est nommé Président de la Commission des Travaux Publics.

### Postérité
Bien qu'alerte et actif, il meurt subitement le 16 juillet 1862 à l'âge de 73 ans. Le Journal des Landes du 20 juillet 1862 annonce son décès dans un article élogieux, rappelant sa popularité fondée sur sa générosité et son inlassable activité pour créer de nombreux emplois dans les Landes, le Lot-et-Garonne et les Basses-Pyrénées. Une foule considérable suit ses obsèques à Mont-de-Marsan, comme relayé dans un article du Journal des Landes du 24 juillet 1862. Les honneurs militaires sont rendus à ce chevalier de la Légion d’Honneur. Le Préfet des Landes, le Président de la Chambre d'Agriculture, le Maire de Mont-de-Marsan Antoine Lacaze et d'autres personnalités évoquent aussi sa droiture, sa loyauté, sa noblesse d'esprit et l'impulsion qu'il a donnée à l'agriculture ainsi qu'à l'industrie par la création de nombreux établissements. Il est inhumé au cimetière de Benquet. Une impasse qui donnait accès aux bains sur le Midou créés par lui porte son nom. Uniquement accessible aux piétons et longue de 37 mètres, elle forme une rampe d'accès partant de la rue Léon-Gambetta (entre les numéros 11 et 13) descendant vers la rive sud du Midou, après un passage sous l'immeuble Noinski.
Il laisse l'image d'« ami des pauvres », précurseur en matière de bien-être social, soucieux d'améliorer la condition des plus démunis dans un contexte de développement économique de la ville et sa région pendant la révolution industrielle.

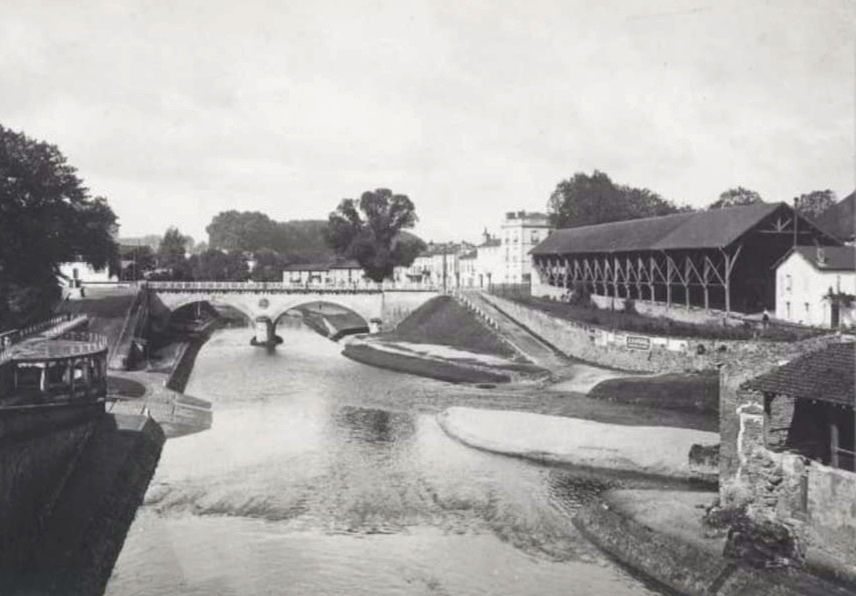
Scierie Bernos, détruite par un incendie en 1901
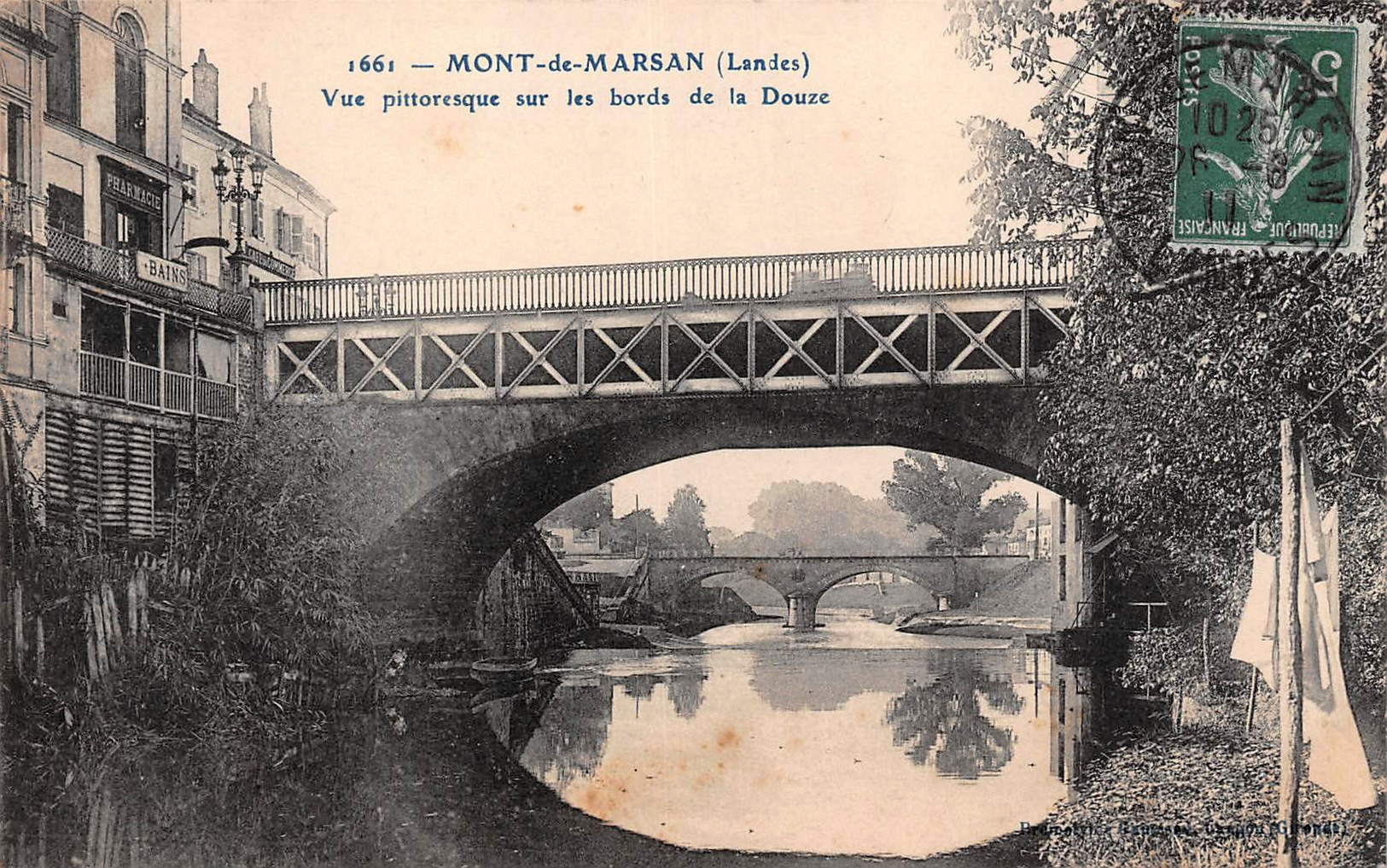
Écriteau signalant la présence des bains publics au 1 rue Léon-Gambetta, au pied de l'actuel pont Gisèle-Halimi franchissant le Midou (et non la Douze comme écrit par erreur sur cette carte postale).
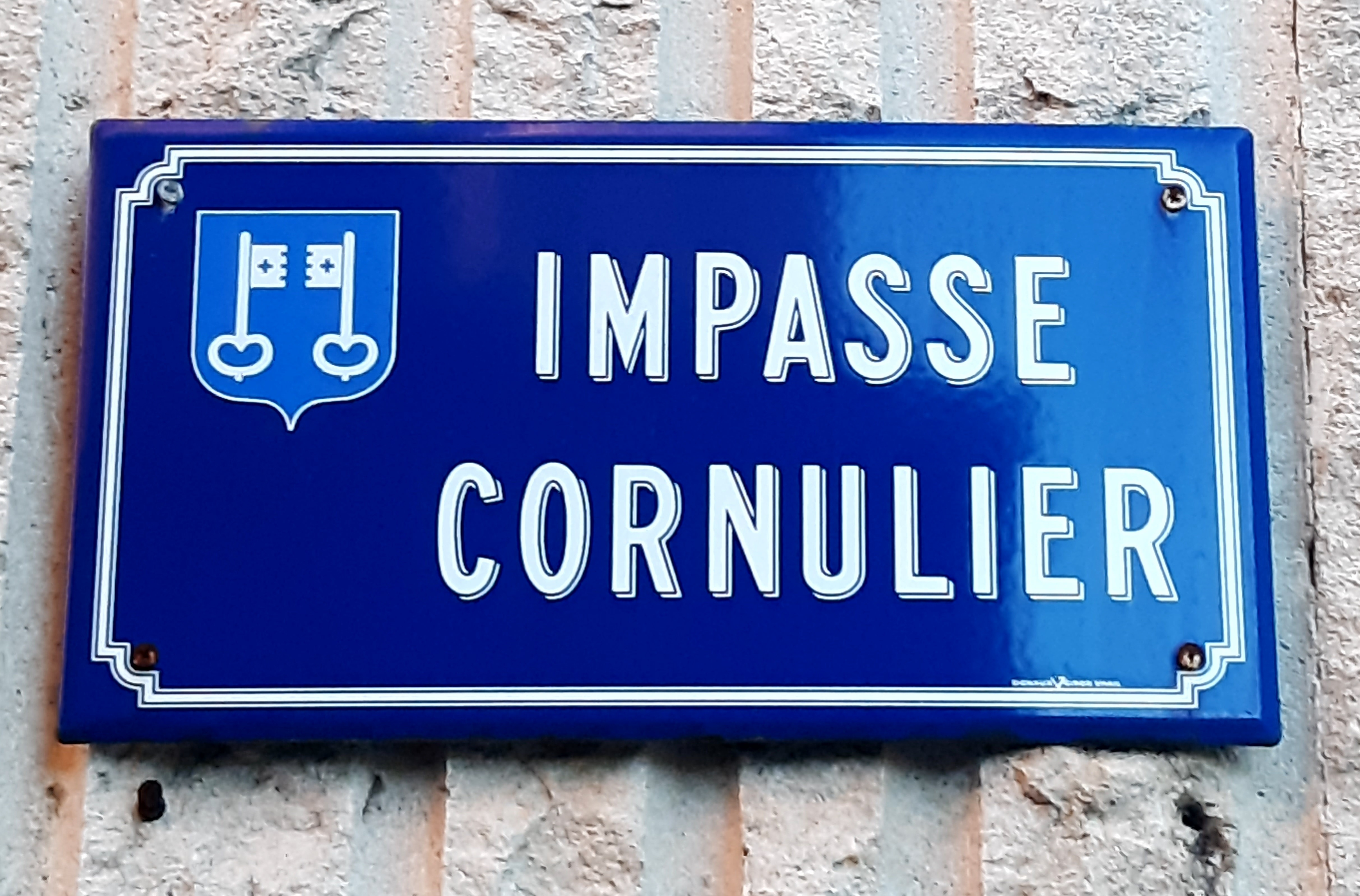
Panneau de l'impasse Cornulier, orné du blason de Mont-de-Marsan

### Succession
Au décès du marquis, sa veuve se retire dans sa demeure de Benquet. Le partage de la succession attribue celle-ci à leur fille cadette, Marie Camille Herminie, devenue par mariage comtesse de Lonjon, qui vient y habiter avec sa mère. Elle hérite également de 27 métairies et 2 moulins. La marquise de Cornulier meurt le 26 août 1867 à Benquet et est inhumée avec son mari, décédé cinq ans plus tôt. En 1922, le comte Joseph de Laurens Castelet, (13 décembre 1882 - 18 juin 1935), petit-fils de Marie Camille Herminie de Lonjon, devient propriétaire du château de Benquet, seul domaine landais ayant appartenu au marquis de Cornulier et restant aux mains d'un de ses descendants. Il fait ramener les corps du marquis et de la marquise dans le cimetière de Benquet. A cet effet, il fait construire un tombeau en granit de Bretagne qui serait la réplique de celui de l'écrivain Chateaubriand, décédé en 1848.

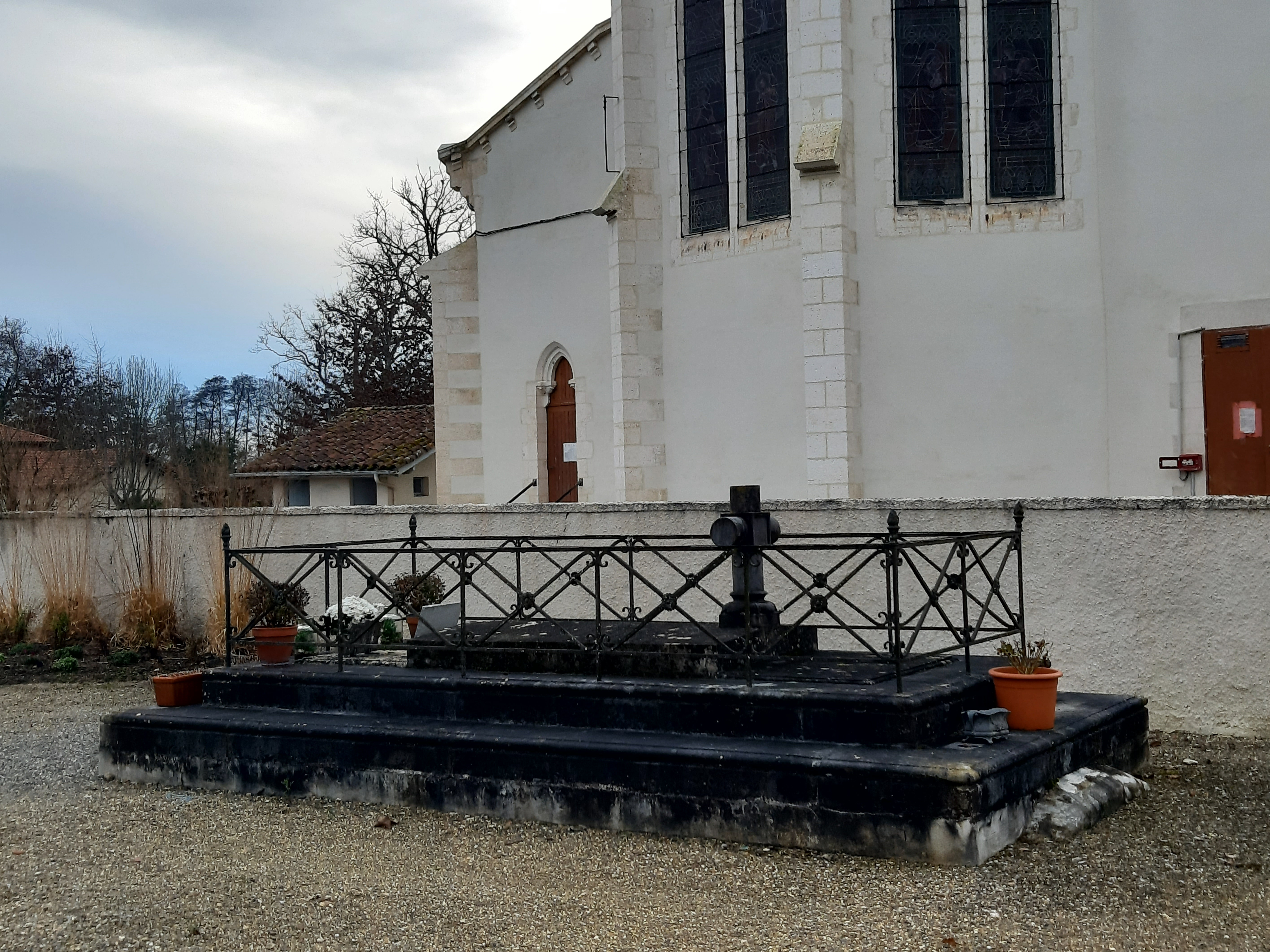
Tombe du marquis et de la marquise de Cornulier, dans le cimetière de Benquet
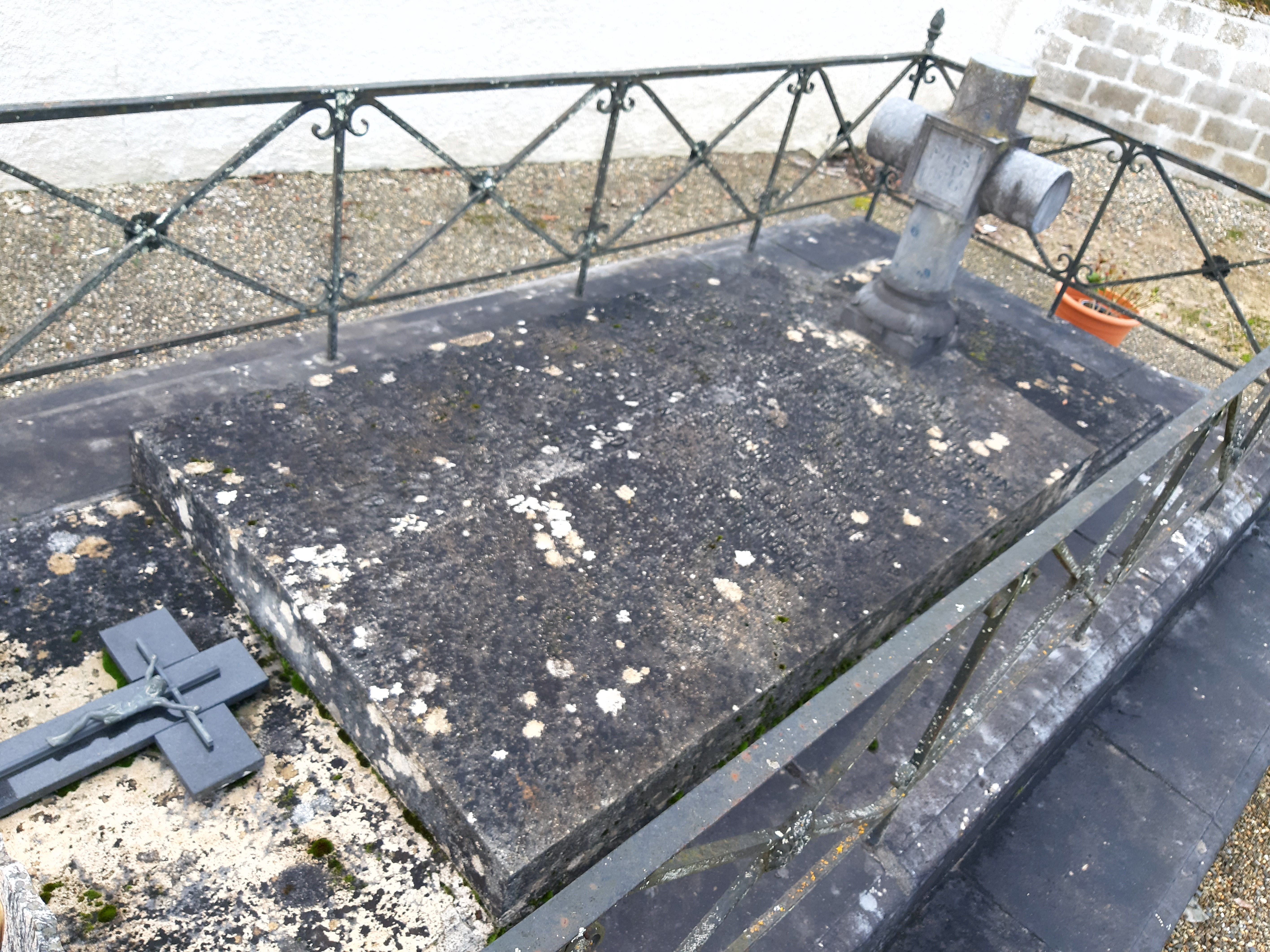
Pierre tombale où sont inscrits les noms des membres de la famille inhumés à cet endroit

Sont également inhumés à cet endroit leur petite-fille Yvonne de Lonjon (15 mai 1858 - 3 septembre 1943), son mari Charles Maurice, vicomte de Laurens-Castelet, (30 octobre 1850 - 20 décembre 1920) et maire de Benquet de 1908 à 1920, le fils du couple le comte Joseph de Laurens-Castelet, (13 décembre 1882 - 18 juin 1935), également maire de Benquet de 1920 à 1935 + le comte François de Laurens Castelet (1943-2019).